# 国際連合安全保障理事会決議1200
国際連合安全保障理事会決議1200（こくさいれんごうあんぜんほしょうりじかいけつぎ1200 英語: United Nations Security Council Resolution 1200）は、1998年9月30日に国際連合安全保障理事会決議において全会一致で採択された決議。安保理決議955（1994年11月8日に賛成票多数で採択：ルワンダ国際戦犯法廷の設置）、安保理決議989（1995年4月24日に全会一致で採択：ルワンダ国際戦犯法廷の判事候補）、および安保理決議1165（1998年5月18日に全会一致で採択：ルワンダ国際法廷の第3裁判部設置）を想起した上で、国際連合安全保障理事会は国際連合総会に対してルワンダ国際戦犯法廷（ICTR）における18名の判事候補者に関する審議を促した。
ルワンダ国際戦犯法廷の判事候補者は以下の通りとなる。
- ウジェニー・リリアーヌ・アリヴォニィ（マダガスカル）
- パベル・ドレンク（スロベニア）
- サリフォー・フォンバ（マリ）
- ウィリー・C・ガー（フィリピン）
- アソカ・デ・Z・グナワルダナ（スリランカ）
- メフメット・ギュネイ（トルコ）
- ジャン＝バティスト・カブラーン（別名：エドゥコウ）（コートジボワール）
- ライティ・カーマ（セネガル）
- ディオニソス・コンディリス（ギリシャ）
- ボバ・マハマネ（ニジェール）
- エリック・メラー（ノルウェー）
- ヤコブ・オストロフスキー（ロシア）
- シック・ディムキンセド・ウエドラゴ（ブルキナファソ）
- ナヴァネテム・ピレイ（南アフリカ）
- インディラ・ラナ（ネパール）
- ウィリアム・セキュール（タンザニア）
- ティラハン・テシーム（エチオピア）
- ロイド・ジョージ・ウィリアムズ（ジャマイカ&セントクリストファーネイビス）

のちに1998年11月に国際連合総会において、2003年5月までの4年間を任期とする9名の判事が選出された。
- パベル・ドレンク（スロベニア）
- メフメット・ギュネイ（トルコ）
- ライティ・カーマ（セネガル）
- ディオニソス・コンディリス（ギリシャ）
- エリック・メラー（ノルウェー）
- ヤコブ・オストロフスキー（ロシア）
- ナヴァネテム・ピレイ（南アフリカ）
- ウィリアム・セキュール（タンザニア）
- ロイド・ジョージ・ウィリアムズ（ジャマイカ&セントクリストファーネイビス）